# Eilonwy
La principessa Eilonwy ([aɪˈlɒnwiː]) è un personaggio immaginario della saga fantasy de Le cronache di Prydain, dello statunitense Lloyd Alexander. Appare da comprimaria del protagonista Taran in tutti i libri della serie, eccetto il quarto. In Italia è nota anche con il nome Ailin, che le è stato dato dall'adattamento italiano del film d'animazione Disney del 1985 Taron e la pentola magica, tratto dai primi due episodi della saga.

## Descrizione
Eilonwy è figlia di Geraint, un popolano, e di Angharad, della reale casata di Llyr, dalla quale ha ereditato il titolo di "principessa", nonché i poteri magici. Questi ultimi sono comuni nelle donne della sua famiglia, e in lei si manifestano attraverso il Pelydryn, una sfera dorata che lei fa illuminare a piacimento e con la quale è solita trastullarsi, artefatto che si trasmette di madre in figlia nella famiglia. Tuttavia la casata di Llyr, un tempo molto ricca e potente, è caduta in rovina dacché Angharad fuggì dalla madre Regat per sposare l'umile Geraint. La stessa residenza della casata, il castello di Caer Colur, in Il castello di Llyr appare abbandonata da lunghi anni. Tuttavia, a causa dei suoi legami di sangue, Eilonwy continua a suscitare forte interesse in diverse figure della terra di Prydain, fra cui la strega Achren.
Eilonwy è descritta alla sua prima apparizione come una ragazza dai capelli ramati, gli occhi azzurri e una voce melodica e vivace. Ha uno o due anni meno di Taran (la cui esatta età però non viene specificata, aggirandosi comunque attorno ai quattordici). Indossa un pendaglio che raffigura una luna crescente d'argento, emblema della famiglia di Llyr. Delle sue ascendenze nobili però lei stessa si cura poco, gira spesso scalza e si comporta come una ragazza del tutto ordinaria. Oltre ai poteri magici, non è estranea all'uso di certe armi. Benché talvolta appaia volubile, capricciosa e ostinata, Eilonwy ha un carattere fiero e risoluto, che mal tollera i tentativi degli amici di tenerla lontana dalle loro avventure, e li bersaglia sovente di battute saccenti e sarcastiche. Soprattutto con Taran maturerà, nel corso degli anni, un rapporto affettuoso e burrascoso, che infine diventa amore.

## Nei libri
Eilonwy appare per la prima volta in Il libro dei tre, quando il protagonista Taran è prigioniero nelle segrete di Achren. Incuriosita, la principessa si introduce nella cella e si fa persuadere a liberare il ragazzo e il principe Gwydion, volendo lei stessa scappare dalla fortezza e dal controllo di Achren, che pianifica di utilizzare la principessa per i suoi scopi. Taran, quantunque le debba la salvezza, in principio prova antipatia per il carattere apparentemente frivolo di Eilonwy, tanto più che lei per errore ha liberato dalle segrete non il principe Gwydion, come lui le aveva chiesto, bensì il bardo Fflewddur Flam. È lei che, quando in delle cripte sotterranee trovano la spada Dyrnwyn, mette in guardia Taran dal tentare di sguainarla, riconoscendo nelle rune incise su di essa il segno di una magia molto potente e pericolosa (infatti al termine del libro, quando il ragazzo tenterà di combatterci contro il Re dalle Lunghe Corna, il potere della spada stessa gli si rivolterà contro e quasi lo ucciderà). E quando il gruppo finisce nel regno del Popolo Fatato, è Eilonwy che riesce a far breccia nel cuore del burbero re Eiddileg, che li lascia liberi. Al termine del primo libro, viene accolta a Caer Dallben, dove abita anche Taran.
Nei successivi libri Eilonwy accompagna Taran, non sempre con il consenso di quest'ultimo né del loro tutore Dallben, in diverse avventure. In Il castello di Llyr ella viene inviata da Dallben a Mona, per ricevere un'educazione adeguata al suo lignaggio dal re Rhuddlum e dalla regina Teleria. Questi due sono altresì intenzionati a farla sposare con il proprio figlio, il principe Rhun, cosa che irrita non poco Taran, il quale sta per contro cominciando a nutrire sentimenti più profondi nei confronti dell'amica. Nel frattempo si rifà viva la strega Achren, la quale aveva anni addietro adottato Eilonwy da bambina, per sfruttare la sua magia per i propri fini personali, cioè restaurare il proprio dominio sulla terra di Prydain. Magg, l'infido maggiordomo di palazzo dei re di Mona, la rapisce e la conduce da Achren, la quale, messe le mani anche sul Pelydryn e un libro di magia, sembra giunta al traguardo. Ma la ragazza riesce con le sue sole forze a rompere il sortilegio con cui la strega l'ha posta sotto il suo controllo e utilizza il Pelydryn per incenerire il libro di magia. Quando anche Caer Colur, l'antico castello di famiglia dove Achren ha posto il suo nascondiglio, viene invaso dalle acque del mare e sprofonda, il retaggio della casata di Llyr sembra perduto per sempre, assieme alle prospettive di Eilonwy di diventare una grande maga come le sue antenate.
Nel quarto libro Eilonwy è assente, rimasta a Mona per proseguire la sua educazione, ma Taran riflette spesso su di lei. I loro sentimenti l'uno per l'altro non verranno mai dichiarati esplicitamente, soprattutto perché Taran teme di non far parte del mondo di Eilonwy a causa delle proprie basse condizioni sociali e oscure origini, mentre la ragazza dal canto suo è ancora più restia a manifestarli. Essi comunque diventeranno chiari al termine del quinto libro, allorché, conclusa la guerra contro Arawn, Taran decide di rifiutare l'offerta di Gwydion, di seguire i Figli di Don nella meravigliosa Terra d'Estate, e rimanere invece a Prydain. Eilonwy sceglie a sua volta di restare, assieme a lui, e i due si sposano, con Taran nominato Sommo Re e lei sua regina.

## Versione Disney
Nel film d'animazione Disney del 1985 Taron e la pentola magica, liberamente ispirato ai primi due libri della saga, Il libro dei tre e Il calderone nero, Eilonwy (resa nell'adattamento italiano come "Ailin") è abbastanza fedele alla sua controparte letteraria. Nel film tuttavia è assente la figura della strega Achren, tutrice di Eilonwy, per cui la ragazza appare invece come sguattera al servizio del Re Cornelius. Le uniche differenze di rilievo sono il colore dei capelli (qui biondi, nei libri ramati) e il Pelydryn, che qui sembra quasi un'entità senziente, capace di muoversi in proprio, mentre nei libri esso deve comunque essere trasportato e dipende interamente dalla magia della sua padrona.